# 校原站
校原站（：／ Gyowon yeok */?）旧称北馬山站，曾經为韩国铁路马山港第1埠头线上的一座鐵路站，位于庆尚南道昌原市马山会原区会原洞，已于2011年废止。

## 历史
- 1977年，落成使用。
- 2011年2月，停止使用。